# ابوالفضل عالی
ابوالفضل عالی متولد ۱۳۳۴ شمسی در تهران و درگذشته در ۱۳۷۶ در سلفچگان طراح گرافیک ایرانی بود.

## زندگی
در ۱۳۵۲ شروع به کار گرافیک و نقاشی کرد و در ۱۳۵۳ وارد دانشکده هنرهای زیبا شد. در ۱۳۵۷ شروع به ساختن پوستر برای موضوعات مختلف انقلاب کرد.
در تاریخ طراحی گرافیک ایران ابوالفضل عالی را به جریان گرافیک انقلاب و حوزه هنری منتسب می‌دانند. او و هنرمندان حوزه هنری در زمان جنگ ایران و عراق آثار نقاشی و گرافیک بسیاری را با موضوعات مرتبط به جنگ خلق کردند. عالی در سال ۱۳۷۶ در چهل‌ودوسالگی بر اثر سانحهٔ رانندگی در جاده سلفچگان (در راه بازگشت از اهواز) درگذشت.

## فعالیت‌های هنری
- ۱۳۵۸ شرکت در نمایشگاه گروهی حوزه اندیشه‌وهنر اسلامی.
- ۱۳۵۹ دریافت مدرک کارشناسی از دانشکده هنرهای زیبا در رشته گرافیک. شرکت در نمایشگاه گروهی گرافیک در موزه هنرهای معاصر. طراحی پوستر معروف "شب‌های الله‌اکبر" به شیوه ترکیب مواد. طراحی پوستر معروف "میرزاکوچک‌خان" با تکنیک ترکیب مواد.
- ۱۳۶۰ طراحی پوسترهایی از شهید مرتضی مطهری با تکنیک ترکیب مواد. شرکت در نمایشگاه گروهی موزه هنرهای معاصر.
- ۱۳۶۲ گردآوری کتاب "هنر گرافیک در انقلاب اسلامی" و چاپ آن از سوی حوزه هنری. اولین تجربه ایربراش در طراحی پوستر "بهشت زهرا".
- ۱۳۶۳ شرکت در نمایشگاه هفته فرهنگی ایران در پاریس به همت سازمان یونسکو. راه‌اندازی و آماده‌سازی نگارخانه "سوره" (جنب سینما بهمن، تهران).
- ۱۳۶۴ شرکت در نمایشگاه هنر گرافیک ایران در کراچی. نمایش گروهی آثار در "خانه سوره". نمایشگاه گروهی در فرانسه، شهر پاریس.
- ۱۳۶۵ نمایشگاه انفرادی (اسفند) در "خانه سوره". نمایشگاه گروهی در پاکستان، شهر کراچی. نمایش گروهی آثار در "خانه سوره". نمایشگاه گروهی در فرانسه، شهر پاریس. بهترین طراح برگزیده سال در بخش پوستر.[۱] مسؤول گروه تجسمی دانشکده "صداوسیما". مسؤول بخش گرافیک شبکه ۲ تلویزیون.
- ۱۳۶۶ طراحی پوستر با موضوع "خانه خدا" به شیوه ایربراش و گواش. چاپ چندپوستر از آثار ابوالفضل عالی در کتاب گرافیک سال. نمایشگاه گروهی در موزه هنرهای معاصر.
- ۱۳۶۷ و ۱۳۶۸ سفر به آلمان و اقامت چندماهه برای چاپ کتاب "ده‌سال با طراحان گرافیک انقلاب اسلامی" و "ده‌سال با نقاشان انقلاب اسلامی". دریافت لوح زرین، دیپلم افتخار و مدال یادبود از "مجتمع هنر و ادبیات دفاع مقدس". ساخت پوستر دومین نمایشگاه هنر گرافیک ایران". نمایشگاه گروهی در موزه هنرهای معاصر.
- ۱۳۶۹ گفتگو با ماهنامه "سوره"، دوره دوم، شماره ۳.
- ۱۳۷۰ دریافت بورسیه از وزارت علوم برای ادامه تحصیلات هنری و اعزام به شهر کلرمون فرانسه.
- ۱۳۷۱ تا ۱۳۷۴ رهاکردن تحصیل در فرانسه و پیگیری فرصت مطالعاتی خود در دانشگاه هنر، مقطع کارشناسی ارشد رشته پژوهش هنر. راه‌اندازی گروه هنری جوان. ۱۲ شهریور، گفتگو با روزنامه کیهان. شرکت در سومین نمایشگاه "دوسالانه آثار طراحان گرافیک ایران" و چاپ آثار در کتابی با همین عنوان از سوی موزه هنرهای معاصر. مدیر مرکز هنرهای تجسمی حوزه هنری.[۲]. تدریس در "مؤسسه آموزش عالی سوره". عضو کمیته بررسی کتب درسی و آموزشی.
- طراحی پوستر ها و تبلیغات انتخاباتی سید محمد خاتمی در انتخابات ریاست جمهوری سال ۱۳۷۶

## نکوداشت عالی در نگارخانه برگ
در ۴ مهر ۱۳۸۹ مراسم نکوداشتی برای ابوالفضل عالی در نگارخانه برگ سازمان زیباسازی شهر تهران برگزار گردید. در این مراسم که به کوشش محمدحسن حامدی، سردبیر مجله تندیس، برگزار گردید، دکتر محمد خزایی و مصطفی ندرلو به سخنرانی پیرامون زندگی و آثار عالی پرداختند و فیلم مستند کوتاهی ساخته امیر فرهاد بنمایش درآمد.